# Irrigatiesysteem van Dujiangyan
Het Dujiangyan-irrigatiesysteem bevindt zich in Dujiangyan nabij Chengdu, de hoofdstad van de Chinese provincie Sichuan. De bouw van het irrigatiesysteem begon in de tweede eeuw voor Christus en het bevloeit tegenwoordig 668.700 hectare vruchtbaar akkerland in de vlakte van Chengdu. Het water van de Min Jiang wordt met behulp van natuurlijke topografische en hydrologische elementen in het gebied gereguleerd om irrigatie mogelijk te maken en tegelijkertijd overstromingen te voorkomen. Dammen worden hierbij niet gebruikt.
Het irrigatiesysteem van Dujiangyan is in 2000 opgenomen in de werelderfgoedlijst van de UNESCO, samen met de nabijgelegen heilige berg Qingcheng.